# جاوید مهتاش
جاوید مهتاش (۱۹۱۴، تبریز) — سیاستمدار، وزیر کشاورزی در دوران  حکومت خودمختار آذربایجان، نماینده منتخب هشترود (سراسکند) در مجلس ملی آذربایجان و فرماندار شهر تبریز.

## تولد و تحصیلات
جاوید مهتاش در سال ۱۹۱۴ در تبریز متولد شد. او در سال ۱۹۳۳ وارد دانشگاه تهران شد. پس از فارغ‌التحصیلی در رشته دامپزشکی از دانشگاه به عنوان رئیس دامپزشکی استان گیلان از سال ۱۳۱۸ تا ۱۳۲۵ فعالیت کرد.

## فعالیتهای سیاسی
او ابتدا عضو حزب توده و بعداً به حزب دموکرات آذربایجان ملحق شد. در ۲۹ آبان ۱۳۲۴، کنگره خلق آذربایجان فعالیت خود را در ساختمان تئاتر ارک تبریز آغاز کرد. در ۳۰ آذر، یک هئیت از نمایندگان کنگره تشکیل شد تا اجرای تصمیمات را تا زمان اتمام انتخابات و تشکیل دولت بر عهده بگیرد. جاوید مهتاش یکی از ۳۹ نفری بود که به کمیته ملی انتخاب شدند. از ۶ تا ۱۱ آذر، برای اولین بار در تاریخ ایران، انتخابات آزاد با مشارکت زنان برگزار شد. در نتیجه این انتخابات، جاوید مهتاش به عنوان نماینده هشترود به مجلس آذربایجان راه یافت.
در ۱۲ دسامبر ۱۹۴۵، حکومت خودمختار آذربایجان تأسیس شد. جاوید مهتاش به عنوان وزیر کشاورزی در دولت خودمختار آذربایجان منصوب شد. در ۲۵ دی ۱۳۲۴، یک کمیسیون ۱۵ نفره برای تدوین قانون اساسی حکومت خودمختار آذربایجان تشکیل شد. جاوید مهتاش نیز عضو این کمیسیون بود. در دوران تصدی وزارت، مجلس وابسته حکومت خودمختار آذربایجان در ۲۷ فوریه ۱۹۴۶ فرمانی در مورد توزیع زمین‌های دولتی بین دهقانان تصویب کرد. طبق این تصمیم، زمین‌ها، رودخانه‌ها و جنگل‌هایی که در دوران سلطنت رضاشاه به ارث رسیده یا مصادره شده بودند، به صورت رایگان به دهقانان فقیر داده شد. در نتیجه این اصلاحات، حدود ۱ میلیون دهقان صاحب زمین شدند. بسیاری از مالیات‌ها لغو شد. در سال ۱۹۴۶، یک مدرسه فنی در تبریز افتتاح با رشته‌های رشته‌های کشاورزی، دامداری، زنبورداری، باغبانی و پرورش کرم ابریشم افتتاح شد. این مدرسه فنی در سال اول فعالیت خود ۲۵۰ دانشجو را ثبت‌نام کرد.
۱۳۲۵، طبق توافق‌نامه منعقد شده بین دولت ایران و حکومت خودمختار آذربایجان، او به عنوان فرماندار شهر تبریز منصوب شد.
در ۵ دسامبر ۱۹۴۶، به دنبال خروج نیروهای شوروی و هجوم نیروهای ارتش ایران برای ختم غائله آذربایجان او در میانه، توسط نیروهای حکومت خودمختار آذربایجان به رهبری غلام یحیی توقیف شد.
جاوید مهتاش دو روز بعد توسط نیروهای شاه دستگیر شد. پس از این ماجرا هیچ اطلاعاتی از زندگی وی در دسترس نیست.